# 聖 (AV女優)
聖（1985年7月7日—）是日本的AV女優 。出身於日本神奈川縣。於2007年出道於AV成人電影界，拍攝過許多AV作品。

## 作品

### AV作品
2007年
- 新入聖☆デビュー！（2007年7月25日、kawaii*）
- びちゃびちゃ潮吹き！ 聖（2007年8月25日、kawaii*）
- 3P！！！ 聖（2007年9月25日、kawaii*）
- 聖が癒してあげる（2007年10月25日、kawaii*）
- 学校でセックchu☆ 聖（2007年11月25日、kawaii*）